# گو ناگای
گو ناگای (انگلیسی: Go Nagai؛ زادهٔ ۶ سپتامبر ۱۹۴۵) مانگاکا، پویانما، فیلم‌نامه‌نویس، بازیگر سینما، تهیه‌کننده تلویزیونی، و صداپیشه اهل ژاپن است.
وی همچنین برندهٔ جوایزی همچون جایزه مانگای کودانشا شده است.